# Grammy Award voor Record of the Year
De Grammy Award voor Record of the Year is een van de categorieën waarin jaarlijks een Grammy Award wordt uitgereikt. De Grammy is een belangrijke Amerikaanse muziekprijs die sinds 1959 jaarlijks wordt toegekend door de National Academy of Recording Arts and Sciences (NARAS).
De Grammy Awards kennen tientallen categorieën (109 in 2011, 78 in 2012, 84 in 2018 en een lichte stijging daarna), maar de Record of the Year categorie wordt gezien als een van de meest prestigieuze, samen met Album of the Year, Song of the Year en Best New Artist. Zij worden ook wel 'The Big Four' genoemd. Dit zijn de enige categorieën die voor elk muziekgenre is opengesteld, in tegenstelling tot meer gespecialiseerde categorieën zoals Best Rap Album of Best Hard Rock Performance.
Er is vaak verwarring rond de categorieën Record of the Year en Song of the Year. Hoewel vaak dezelfde liedjes in beide categorieën zijn genomineerd, is er een duidelijk verschil tussen beide categorieën. Bij Record gaat het om de kwaliteit van de opname; niet voor niets krijgen in deze categorie naast de artiest ook de producer(s) en technicus/technici een Grammy. Bij Song  gaat het om de kwaliteit van de compositie zélf, ongeacht de opname. In deze categorie krijgen de componisten dan ook de prijs, niet de uitvoerende artiest(en).
Ook moet de term 'record' niet al te letterlijk worden genomen. Het bekroonde liedje hoeft namelijk niet als aparte geluidsdrager (bijvoorbeeld een single) te zijn uitgebracht. Het kan ook een albumtrack zijn. De laatste jaren zijn ook downloads toegestaan. In feite zou de naam Recording of the Year de lading beter dekken.
In de eerste jaren van deze categorie (1959 t/m 1965) werd de Grammy alleen aan de uitvoerende artiest uitgereikt. Van 1966 t/m 1998 ontvingen zowel de artiest als de producer(s) de prijs. Vanaf 1999 worden ook de technici (recording engineer en mixer) onderscheiden.
In juni 2018 werd bekendgemaakt dat met ingang van 2019 het aantal genomineerden in de genoemde vier hoofdcategorieën wordt uitgebreid van vijf naar acht.

## Winnaars: jaren 20
- 2025: "Not Like Us" - Kendrick Lamar
- 2024: "Flowers" - Miley Cyrus
- 2023: "About Damn Time" - Lizzo
  - Ricky Reed & Blake Slatkin, (producers); Patrick Kehrier, Bill Malina & Manny Marroquin (engineers/mixers); Emerson Mancini, (mastering engineer)
- 2022: "Leave the Door Open"- Silk Sonic
  - Dernst "D'Mile" Emile II & Bruno Mars, (producers), Serban Ghenea, John Hanes & Charles Moniz, (engineers/mixers) Randy Merrill (mastering engineer)
- 2021: "Everything I Wanted" - Billie Eilish
  - Finneas O'Connoll (producer), Rob Kinelski & Finneas O'Connell (technici/mixers); John Greenham (mastering engineer)
- 2020: "Bad guy" - Billie Eilish
  - Finneas O'Connell (producer); Rob Kinelski & Fineas O'Connell (technici/mixers); John Greenham (mastering engineer)

## Winnaars: jaren 10
- 2019: "This Is America" - Childish Gambino
  - Donald Glover & Ludwig Göransson, producers; Derek Ali & Riley Mackin, technici/mixers; Mike Bozzie, mastering engineer
- 2018: "24K Magic" - Bruno Mars
  - Shampoo, Press & Curl [Bruno Mars, Philip Lawrence & Christopher Brody Brown] (producers); Serban Ghenea, John Hanes & Charles Moniz (technici/mixers); Tom Coyne (mastering engineer)
- 2017: "Hello" - Adele
  - Greg Kurstin (producer); Julian Burg, Tom Elmhirst, Emile Haynie, Greg Kurstin, Liam Nolan, Alex Pasco & Joe Visciano (technici/mixers); Tom Coyne & Randy Merrill (mastering engineers)
- 2016: "Uptown Funk" - Mark Ronson ft. Bruno Mars
  - Jeff Bhasker, Bruno Mars & Mark Ronson (producers); Josh Blair, Riccardo Damian, Serban Ghenea, Wayne Gordon, John Hanes, Inaam Haq, Boo Mitchell, Charles Moniz & Mark Ronson (technixi/mixers); Tom Coyne, mastering engineer
- 2015: "Stay With Me" - Sam Smith
  - Sam Smit, Rodney Jerkins, Jimmy Napes, Tom Petty & Jeff Lynne producers; Steve Fitzmaurice, Jimmy Napes & Steve Price, technici/mixers; Tom Coyne, mastering engineer
- 2014: "Get Lucky" - Daft Punk featuring Pharrell Williams & Nile Rodgers
  - Daft Punk (producers); Peter Franco, Mick Guzauski, Florian Lagatta & Daniel Lerner (technici); Antoine "Chab" Chabert & Bob Ludwig (mastering engineers)
- 2013: Somebody That I Used to Know - Gotye & Kimbra
  - techniek/mixage: Gotye, Francois Tétaz & William Bowden
  - producer: Wally de Backer

- 2012: Rolling in the Deep - Adele
  - techniek/mixage: Tom Elmhirst & Mark Rankin
  - producer: Paul Epworth

- techniek/mixage: Clarke Schleicher
- producers: Lady Antebellum & Paul Worley

- techniek/mixage: Jacquire King
- productie: Jacquire King & Angelo Petraglia

## Winnaars: jaren 00
- 2009: Please Read The Letter - Alison Krauss & Robert Plant
  - techniek/mixage: Mike Piersante
  - productie: T-Bone Burnett

- techniek/mixage: Tom Elmhirst, Vaughan Merrick, Dom Morley, Mark Ronson & Gabriel Roth
- productie: Mark Ronson

- techniek/mixage: Chris Testa, Jim Scott & Richard Dodd
- productie: Rick Rubin

- techniek/mixage: Chris Lord-Alge & Doug McKean
- productie: Green Day & Rob Cavallo

- techniek/mixage: Al Schmitt, Terry Howard & Mark Fleming
- productie: John R. Burk

- techniek/mixage: Coldplay, Ken Nelson & Mark Phythian
- productie: Coldplay & Ken Nelson

- techniek/mixage: Jay Newland
- productie: Arif Mardin, Jay Newland & Norah Jones

- techniek/mixage: Richard Rainey & Steve Lillywhite
- productie: Brian Eno & Daniel Lanois

- techniek/mixage: Richard Rainey & Steve Lillywhite
- productie: Brian Eno & Daniel Lanois

- techniek/mixage: David Thoener
- productie: Matt Serletic

## Winnaars: jaren 90
- 1999: My Heart Will Go On - Celine Dion
  - techniek/mixage: David Gleeson, Hunmberto Gatica & Simon Franglen
  - productie: James Horner, Simon Franglen & Walter Afansieff

- productie: John Leventhal

- productie: Babyface

- productie: Trevor Horn

- productie: Bill Botrell

- productie: David Foster

- productie: Russ Titleman

- productie: David Foster

- productie: Hugh Padgham & Phil Collins

- productie: Arif Mardin

## Winnaars: jaren 80
- 1989: Don't Worry, Be Happy - Bobby McFerrin
  - productie: Linda Goldstein
- 1988: Graceland - Paul Simon
  - productie: Paul Simon
- 1987: Higher love - Steve Winwood
  - productie: Russ Titelman & Steve Winwood
- 1986: We Are The World - USA For Africa
  - productie: Quincy Jones
- 1985: What's Love Got to Do with It - Tina Turner
  - productie: Terry Britten
- 1984: Beat It - Michael Jackson
  - productie: Quincy Jones & Michael Jackson
- 1983: Rosanna - Toto
  - productie: Toto
- 1982: Bette Davis Eyes - Kim Carnes
  - productie: Val Garay
- 1981: Sailing - Christopher Cross
  - productie: Michael Omartian
- 1980: What A Fool Believes - Doobie Brothers
  - productie: Ted Templeman

## Winnaars: jaren 70
- 1979: Just the Way You Are - Billy Joel
  - productie: Phil Ramone
- 1978: Hotel California - The Eagles
  - productie: Bill Szymczyk
- 1977: This Masquerade - George Benson
  - productie: Tommy LiPuma
- 1976: Love Will Keep Us Together - Captain & Tenille
  - productie: Daryl Dragon
- 1975: I Honestly Love You - Olivia Newton John
  - productie: John Farrar
- 1974: Killing Me Softly with His Song - Roberta Flack
  - productie: Joel Dorn
- 1973: The First Time Ever I Saw Your Face - Roberta Flack
  - productie: Joel Dorn
- 1972: It's Too Late - Carole King
  - productie: Lou Adler
- 1971: Bridge over Troubled Water - Simon & Garfunkel
  - productie: Art Garfunkel, Paul Simon & Roy Halee
- 1970: Aquarius/Let the Sunshine In - Fifth Dimension
  - productie: Bones Howe

## Winnaars: jaren 60
- 1969: Mrs. Robinson - Simon & Garfunkel
  - productie: Art Garfunkel, Paul Simon & Roy Halee
- 1968: Up, Up and Away - Fifth Dimension
  - productie: Johnny Rivers & Marc Gordon
- 1967: Strangers in the Night - Frank Sinatra
  - productie: Jimmy Bowen
- 1966: A Taste of Honey - Herb Alpert & The Tijuana Brass
  - productie: Herb Alpert & Jerry Moss
- 1965: The Girl From Ipanema - Astrud Gilberto & Stan Getz
- 1964: Days of Wine and Roses - Henry Mancini
- 1963: I Left My Heart in San Francisco - Tony Bennett
- 1962: Moon River - Henry Mancini
- 1961: Theme From 'A Summer's Place' - Percy Faith
- 1960: Mack The Knife - Bobby Darin

## Winnaars: jaren 50
- 1959: Nel Blu Dipinto Di Blu (Volare) - Domenico Modugno